# بخش ویدیشا
بخش ویدیشا (به انگلیسی: Vidisha district) یک منطقهٔ مسکونی در هند است که در Bhopal division واقع شده‌است. بخش ویدیشا ۷٬۳۷۱ کیلومتر مربع مساحت و ۱٬۴۵۸٬۸۷۵ نفر جمعیت دارد.